# Петрашевский, Игнатий Балтазарович
Игнатий Балтазарович Петрашевский (пол. Ignacy Pietraszewski ; 1797—1869) — русский и польский востоковед, переводчик и педагог, преподаватель Императорского Санкт-Петербургского и Берлинского университетов, автор ряда научных трудов.

## Биография
Игнатий Балтазарович Петрашевский родился 31 декабря 1796 года в Бискупеце, где и получил свое первоначальное образование, а затем семь лет провел на Литве и в Гродне, обучаясь в местных доминиканских школах.
Поступив после того в Виленский университет, где слушал у профессора Минниха лекции персидского языка, Петрашевский курса здесь не окончил и в 1826 году уехал в Петербург, где поступил в Императорский Санкт-Петербургский университет на восточный факультет. Окончив курс в 1831 году и изучив языки турецкий, персидский и арабский, Петрашевский занимался также в Институте восточных языков при Министерстве иностранных дел Российской империи.
После этого Игнатий Петрашевский был отправлен драгоманом в российскую Константинопольскую миссию, затем был там же секретарем посольства, наконец — консулом в Смирне, Салониках, Александрии и Яффе.
Покинув ближний восток, он в 1840 году определился преподавателем в Санкт-Петербургский университет и в 1842—1845 учебных годах был помощником профессора А. О. Мухлинского в начальном обучении студентов Петербургского университета османскому языку: он безвозмездно излагал слушателям правила османской грамматики и упражнял их в переводе сказок «Кырк Везирлерин Хикаетлери».
В 1845 году он уволился из Петербургского университета одновременно с профессором Мухлинским и уехал в Галле, где получил степень доктора философии и в 1845 году вступил членом в Германское Общество Восточных языков.
Некоторое время он был членом прусского посольства в Персии. Служа в Турции, Петрашевский собрал значительную коллекцию мусульманских монет, первый (и единственный) выпуск описания коих он издал на латинском языке в Берлине в 1843 году под заглавием «Numi Mohammedani» (с XV таблицами, литографированными в Петербурге).
С 5 февраля 1847 года Игнатий Балтазарович Петрашевский был лектором восточных языков в Берлинском университете и занимал эту должность до дня своей смерти — 16 (28) ноября 1869 года.